# Новокаргино (Красноярский край)
Новокаргино — посёлок в Енисейском районе Красноярского края. Административный центр Новокаргинского сельсовета.

## История
В 1968 году указом Президиума Верховного Совета РСФСР посёлок лесоучастка переименован в Новокаргино.

## Население
| 2010 |
| ---- |
| 963  |